# Marcus Hieronymus Vida

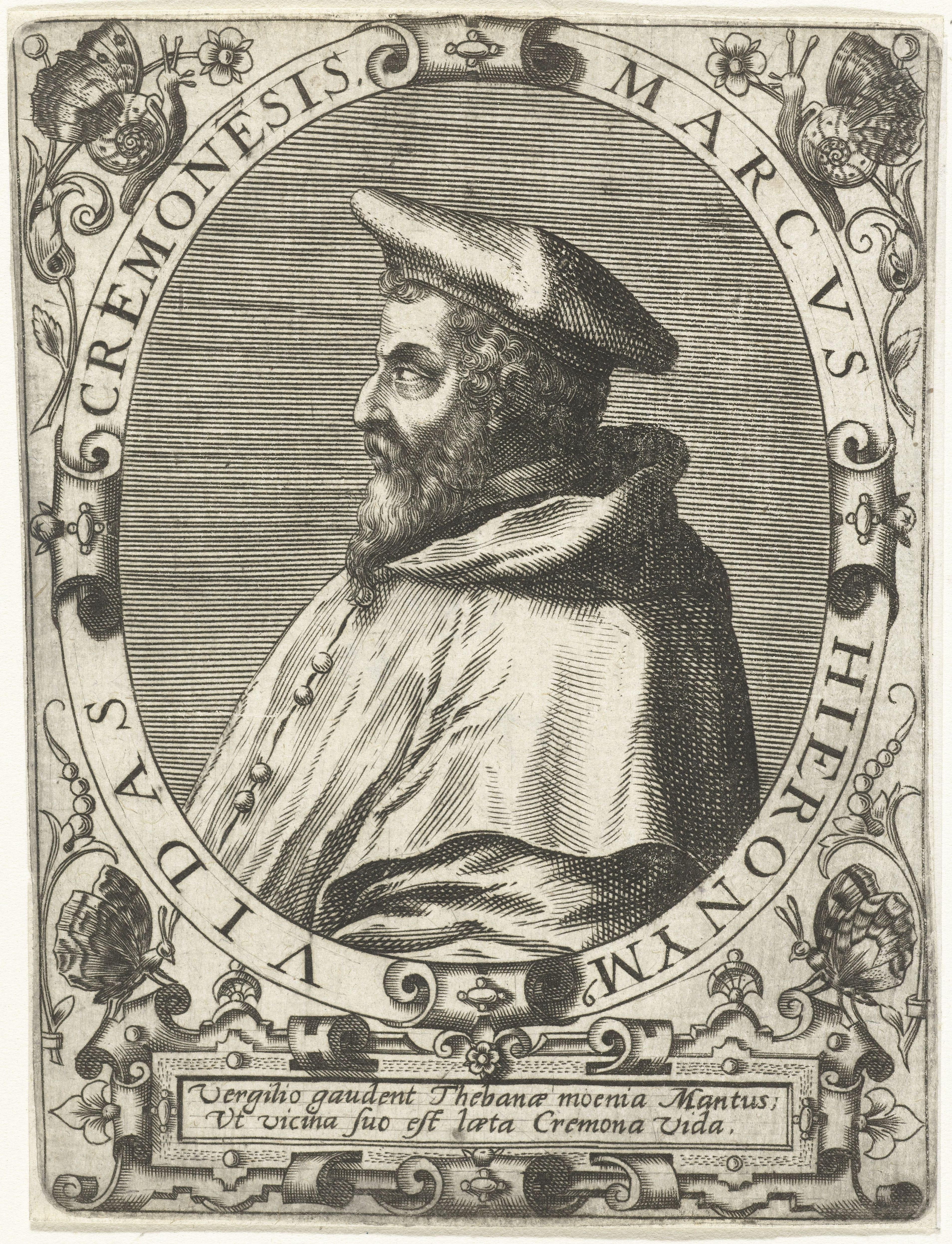
Marcus Hieronymus Vida

Marcus Hieronymus Vida (italienisch Marco Girolamo Vida; * 1485 in Cremona; † 27. September 1566 in Alba) war ein italienischer Dichter und Humanist.

## Leben
Vida wurde als Sohn verarmter Adeliger in Cremona geboren. Vida kam dann nach Rom, wo er um 1510 zum Priester geweiht wurde. Er schloss sich Giovanni de’ Medici an, der bald zum Papst Leo X. gewählt wurde. Vida schrieb für ihn lateinische Gedichte über das Schachspiel und die Seidenraupe und begann mit der Niederschrift des Gedichts „Christias“ über das Leben Christi. Das Werk erschien 1535 in sechs Bänden und war sehr erfolgreich. Unter Papst Clemens VII. wurde Vida Bischof von Alba (1532) und beteiligte sich später am Konzil von Trient. Vida wurde wegen seiner klaren Gedanken und seines eleganten Stils bewundert. Er schrieb auch ein Lehrgedicht über die Dichtkunst (1527), das sich hauptsächlich mit Vergil befasste. Am Ende seines langen Lebens behandelte Vida eher religiöse Themen.

## Werke

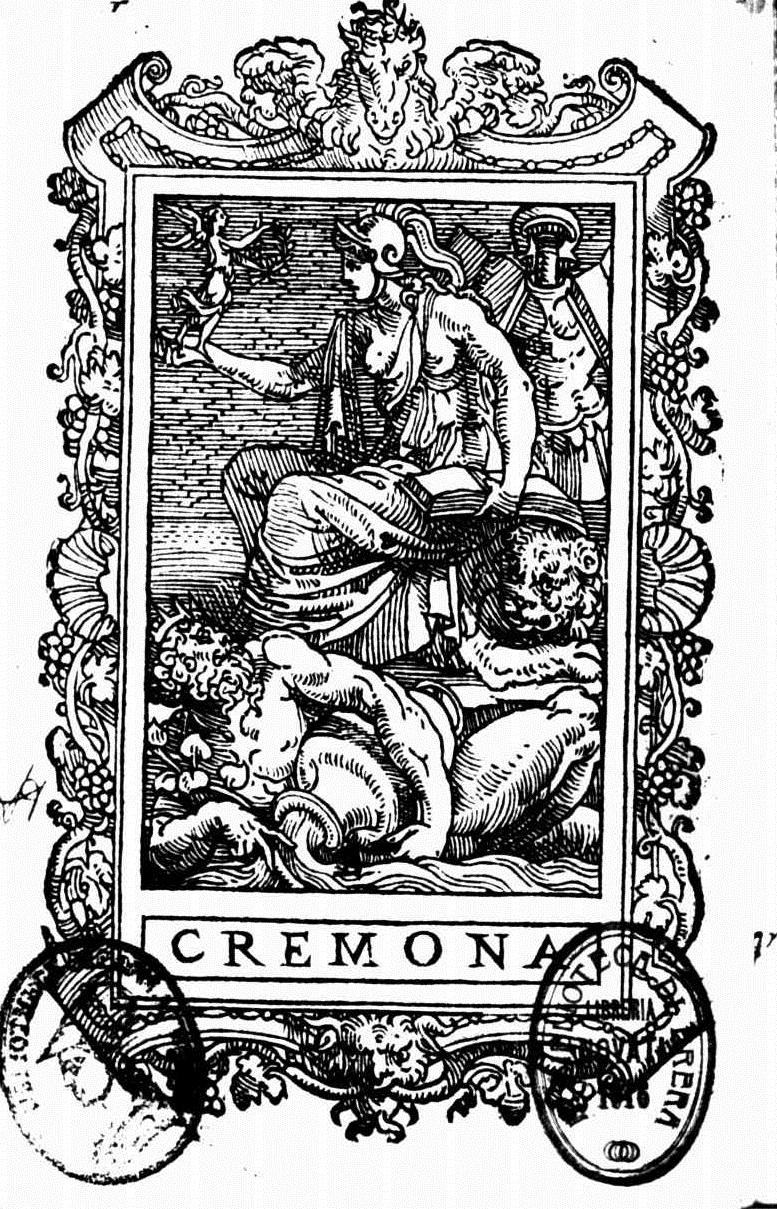
Cremonensium orationes III, frontispiece, 1550

- De arte poetica, 1517 (Nachdruck München 1976)
- Christias, 1535
- Felsinais
- Cremonensium orationes III. Giovanni Muzio & Bernardino Locheta, Cremona 1550 (Latein, beic.it).

## Ausgaben und Übersetzungen
- Eva von Contzen u. a. (Hrsg.): Marcus Hieronymus Vida: Christias (= Bochumer Altertumswissenschaftliches Colloquium, Bände 91 und 92). 2 Bände. Wissenschaftlicher Verlag Trier, Trier 2013, ISBN 978-3-86821-435-2 und ISBN 978-3-86821-436-9 (kritische Edition, deutsche Übersetzung und Kommentar)
- Agnieszka Paulina Lew (Hrsg.): Marcus Hieronymus Vida: Poeticorum libri tres. Peter Lang, Frankfurt am Main 2011, ISBN 9783631580820
- Jean Pappe (Hrsg.): Marco Girolamo Vida: De arte poetica / Art poetique (Cahiers d’Humanisme et Renaissance 111). Librairie Droz, Genf 2013 (244 S.)
- Mario A. Di Cesare (Hrsg.): The Game of Chess. Marco Girolamo Vida's Scacchia ludus. De Graaf, Nieuwkoop 1975, ISBN 90-6004-335-9 (lateinischer Text und englische Übersetzung)